# 牛裂き

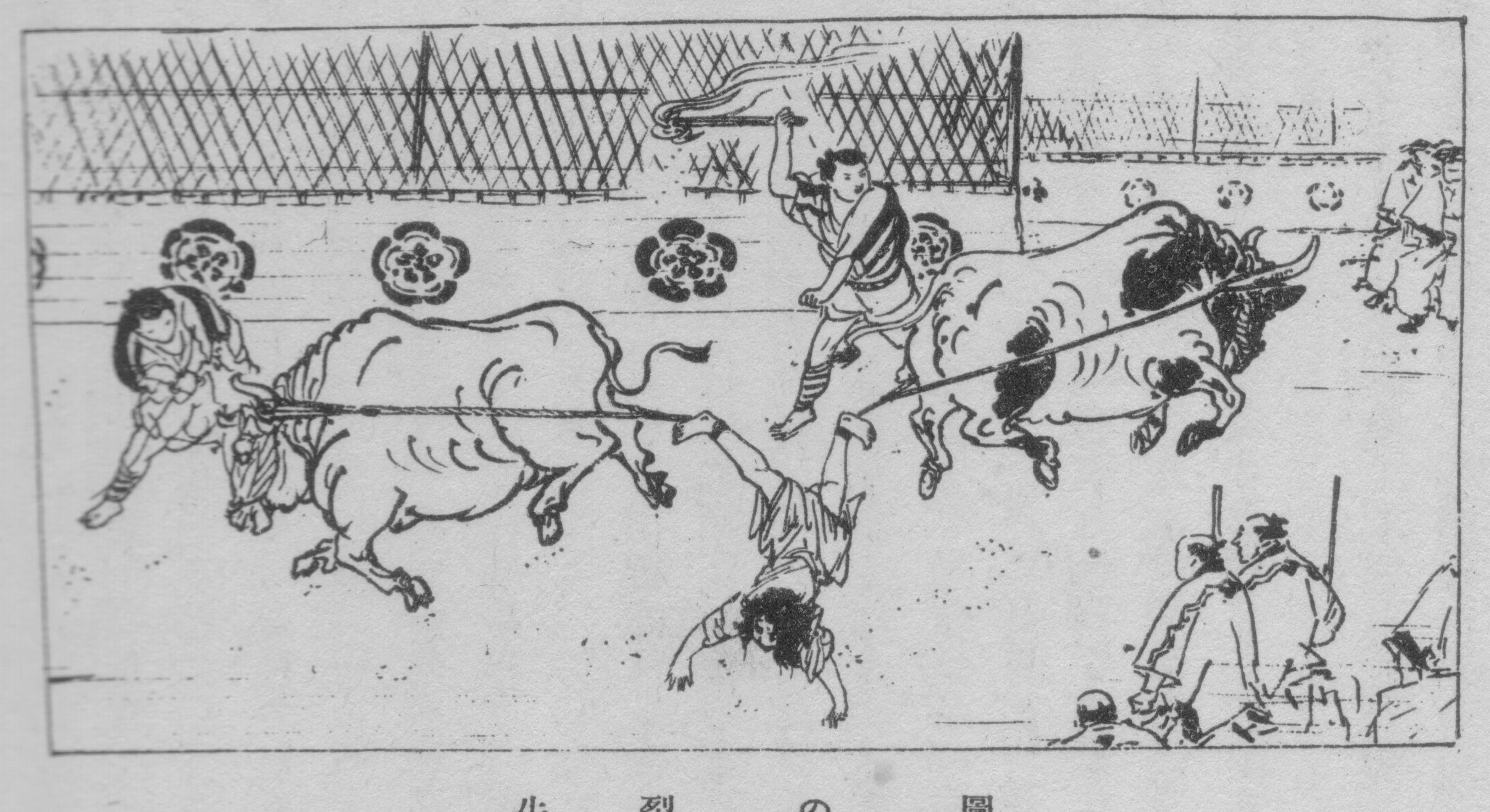
牛裂きの刑

牛裂き（うしさき、うしざき）は、戦国時代から江戸時代初期にかけて行われた死刑の方法である。

## 概要
罪人の両手、両足と、2頭または4頭のウシの角とを縄でつないだのち、ウシに負わせた柴に火を点け、暴れるウシを2方または4方に走らせて罪人の身体を引き裂き、死に至らしめる処刑法である。
美濃の斎藤道三、会津の蒲生秀行などが領内の罪人にこの刑を科したが、保科正之の時代となり、釜茹刑と共に廃止された（「保科正之#政策」内の「藩政」を参照）。
『倭訓栞』に、「堺にて切支丹の咎人を刑せしに一人此刑にあふ云々」とある。『家康公御遺訓百箇条第二十一条』に、「牛裂、釜煎（かまいり。釜茹で）等の厳刑は将軍家之不及行処也」とある。
『加賀藩刑事記録索引』によれば元和8年（1622年）、持筒足軽が「衆道（男色）ノ事ニテ」牛裂きに処された。